# ガブリエル・フムラ
ガブリエル・フムラ（ポーランド語: Gabriel Chmura, 1946年5月7日 ヴロツワフ - 2020年11月17日 ブリュッセル ）は、ポーランドの指揮者。

## 経歴
1957年に一家でイスラエルに移住し、1964年から1968年にかけてテルアビブの音楽院で指揮、ピアノ、作曲を専攻した。その後パリでピエール・デルヴォー、ウィーンでハンス・スワロフスキーに師事した。指揮者としてのキャリアに入ってからブザンソン国際指揮者コンクール(1970年)、ベルリンにおけるカラヤン国際指揮者コンクール(1971年)でともに優勝し、またミラノ・スカラ座のコンクールでも金賞(1971年)を獲得した。
その後十数年の間はドイツのアーヘンやボーフム、カナダのオタワでオーケストラを指揮。2001年から2007年の間はカトヴィツェのポーランド国立放送交響楽団の音楽監督を務めた。現在はワルシャワとポズナンの大劇場で協力している。
録音は数少ないがシャンドスよりミェチスワフ・ヴァインベルクの作品を演奏したものなどがある。